# 前川正一

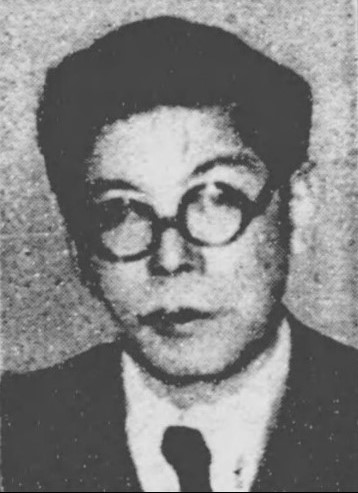
前川正一

前川 正一（まえかわ しょういち、1898年（明治31年）2月1日 - 1949年（昭和24年）7月11日）は、日本の政治家。衆議院議員（2期）。「香川農民運動の父」と称された。

## 経歴
広島県広島市寺町（現中区寺町）で、前川伝七の長男として生まれる。幼い時に父の故郷香川県高松市に移住し、父は餅屋を営んだ。同志社大学中退。中退後は帰郷し小学校の代用教員を務める。農民運動に加わり、全国農民運動組合組織部長となる。1937年の第20回衆議院議員総選挙で香川1区から社会大衆党公認で立候補して初当選する。1942年の総選挙（いわゆる翼賛選挙）では非推薦で立候補して再選する。再選後は翼賛政治会から護国同志会を経て、終戦後は日本社会党の結成に参加した。公職追放となり、1946年の総選挙には出馬しなかった。1949年死去。

## 著作
- 伏原幸雄共著『市町村制とは何んなものか:労働者、農民、無産市民は市町村内で斯く闘へ』労働問題研究所、1929年。
- 『農民組合の話』労働問題研究所、1930年。
- 『左翼農民運動組織論』白揚社、1931年。

## 親族
- 妻 前川トミエ（とみえ、旧姓・武田、婦人運動家、香川県議会議員）[1]